# 투명

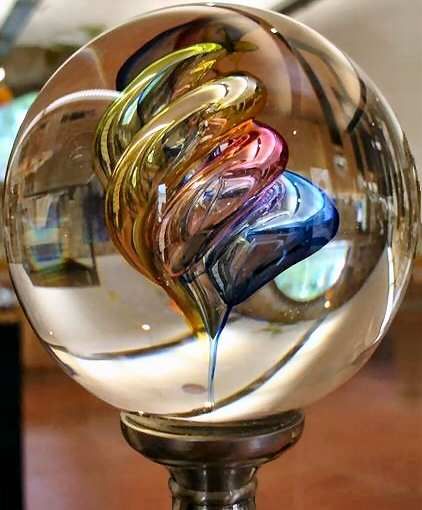
투명 유리 공

광학에서 투명성(transparency)은 빛이 산란되지 않고 물질을 통과하는 물리적 특성이다. 투명한 물질은 그것을 투과하여 볼 수 있다.

## 원리
유리의 경우에는, 유리 자체가 비결정질 물질이면서 액체이기 때문에 분자 사이의 거리가 멀어 투명하다. 다른 물질의 경우에도, 가시광선을 통과시키면 보통 투명하다고 한다. 그렇지만 투명하다는 말을 넓게 보면 꼭 가시광선만을 가리키는 것이 아니며, 적외선 등 다른 파장의 빛에도 적용시킬 수 있다.

### 아이돌 풍선색
- 조성모

## 같이 보기
- 반투명
- 불투명도